# Prem Tinsulanonda
Prem Tinsulanonda (RTGS : Prem Tinsulanon, thaï : เปรม ติณสูลานนท์), né le 26 août 1920 dans la province de Songkhla, et mort le 26 mai 2019 à Bangkok,, est un militaire et homme d'État thaïlandais, Premier ministre de 1980 à 1988. 

## Biographie
Il entre en politique en 1959, en étant nommé membre du Conseil de rédaction constitutionnelle, puis devient en 1968 sénateur. Il prend part aux coups d'État de 1976 et de 1977, tous deux menés par Sangad Chonloyu. Il est vice-ministre de l'Intérieur en 1977 puis ministre de la Défense en 1979 dans les gouvernements de Kriangsak Chamanan.    
Après la démission de celui-ci en 1980, il accède au poste de Premier ministre, menant ainsi pendant huit ans plusieurs réformes sur l'économie du pays ou encore sur l'emploi. Il est surtout connu pour avoir été, même avant d'arriver à la tête du gouvernement, l'un des négociateurs dans l'insurgence des membres du Parti communiste thaïlandais dans les années 1980, où il met fin, notamment, aux combats entre l'État et la guérilla communiste. Il est par 2 fois visé par des tentatives de coup d'État (en 1981 et 1985) et plusieurs tentatives d'assassinats en 1982. En 1988, après huit ans au pouvoir, il refuse de poursuivre son mandat malgré l'invitation des partis arrivés en tête lors des élections anticipées de la même année. Chatchai Chunhawan, vice-Premier ministre et chef de la Nation thaïe, lui succède à la tête du gouvernement.   
Il devient ensuite conseiller privé auprès du roi Rama IX à partir d'août 1988 et est honoré homme d'État par le monarque lorsqu'il devient président du Conseil privé en 1998. En 2016, par sa qualité de président du Conseil privé, il est nommé régent à la suite de la mort du roi Rama IX et le reste jusqu'à l'accession au trône de son fils Rama X.   